# Michael Kellner (Verleger)
Michael Kellner (* 1953 in Kassel) ist ein deutscher Verleger, Buchhändler, literarischer Übersetzer und Fotograf. Als Verleger und Übersetzer hat er vor allem Texte aus der Beat-Literatur in Deutschland bekannt gemacht.

## Leben
Kellner wuchs in Kassel auf; durch die Lektüre von J. D. Salinger und Jack Kerouac und durch eine Tanz-Aufführung eines Gedichtes von Allen Ginsberg am Staatstheater Kassel begeistert er sich für die amerikanische Beat-Literatur.
Seit 1975 lebt er in Hamburg, wo er von 1977 bis 1981 mit Hilka Nordhausen die Buch Handlung Welt „als eine Art Gesamtkunstwerk“ gestaltete. Ihr vehementes Konzept „der unverkäuflichen Kunst“ teilte sie mit Michael Kellner.
Ende des Jahres 1976 gründete er die Kasseler Literaturzeitschrift „Loose Blätter Sammlung“, in der vor allem neue Literatur erschien. Die Zeitschrift führte 1978 zur Gründung der Loose-Blätter-Presse, dem späteren Verlag Michael Kellner. In der Reihe TaschenTexte erschienen zuerst Gedichte von Ted Joans (Blitzlieb poems), Anna Rheinsberg, Peer Schröder. Der Verlag bestand bis 1998 unter wechselnden Namen und verschiedenen Rechtsformen (nicht zu verwechseln mit dem Bremer Kellner Verlag).
Im Verlag von Kellner erschienen sowohl neue deutsche Autoren als auch amerikanische Literatur, Hamburg-Krimis und Sachbücher. Seit 2001 (teilweise ist auch die Angabe 2000 zu finden) ist er als freiberuflicher Übersetzer, Lektor, Fotograf und gelegentlich als Kurator tätig. In der Edition Michael Kellner hat er eine limitierte bibliophile Auflage von Allen Ginsbergs Howl herausgebracht, mit Faksimile der ersten Fassung, sowie Kommentaren Ginsbergs und Briefen aus der Entstehungszeit. Ginsbergs provokanter Text war symptomatisch für den Beat, für Flower Power und  für das Lebensgefühl der rebellischen Jugend in den 1950er und 1960er Jahren.
Im Jahr 2009 legte Kellner eine Neuübersetzung des Romans Naked Lunch von William S. Burroughs vor, die auf der erst 2003 erschienenen Neufassung aus den Manuskripten der Columbia University Libraries beruht. Für die Übersetzung wurde er für den Preis der Leipziger Buchmesse in der Kategorie Übersetzung nominiert und erhielt lobende Rezensionen, z. B. in der FAZ: Das größte Verdienst der deutschen Ausgabe ist indessen die sehr gelungene Neuübersetzung von Michael Kellner. Burroughs komplexe Sprache ist eine harte Nuss für Übersetzer, denn mit Genauigkeit allein ist es hier nicht getan. Vielmehr gilt es, eine Sprachmusik nachzukomponieren.
Für seine Übersetzung des Briefwechsels zwischen Jack Kerouac und Allen Ginsberg: Ruhm tötet alles erhielt er 2012 den Hamburger Förderpreis für literarische Übersetzungen.

## Übersetzungen (Auswahl)
- Allen Ginsberg: Gedichte. Übersetzung  von Heiner Bastian, Michael Kellner u. a. Hanser, München/Wien 1999, ISBN 3-446-19791-5.
- Harold Chapman, Beats à Paris. Paris und die Dichter der Beatgeneration 1957–1963. Edition Kellner, Hamburg 2001, ISBN 3-933444-12-8.
- Barry Miles: Frank Zappa. Rogner und Bernhard bei Zweitausendeins, Berlin 2005, ISBN 3-8077-1010-8.
- William S. Burroughs: Naked Lunch. Die ursprüngliche Fassung. Nagel & Kimche, München 2009, ISBN 978-3-312-00427-0. (Auch: rororo 25644. Rowohlt Taschenbuch Verlag, Reinbek bei Hamburg 2011, ISBN 978-3-499-25644-8).
- Allen Ginsberg, »Lyrik/Poetry« und »Prosa«. Ausgewählte Werke in zwei Bänden. Aufbau Verlag, Berlin 2022.
- Jack Kerouac: On the Road. Die Urfassung. Übers. zusammen mit Ulrich Blumenbach. Reinbek bei Hamburg 2010.
- Jack Kerouac / Allen Ginsberg: Ruhm tötet alles. Die Briefe. Rogner & Bernhard, Berlin 2012, ISBN 978-3-95403-001-9.

- Diane di Prima: Nächte in New York – Memoiren eines Beatniks. Zweitausendeins, Frankfurt am Main 2009, ISBN 978-3-86150-909-7. (Originaltitel: Memoirs of a beatnik).
- William S. Burroughs und Jack Kerouac: Und die Nilpferde kochten in ihren Becken. Roman. Nagel & Kimche, München 2010, ISBN 978-3-312-00451-5. (Originaltitel: And the hippos were boiled in their tanks).
- Neil Young: Ein Hippie-Traum. Die Autobiographie Waging Heavy Peace. Aus dem Englischen von Stefanie Jacobs, Michael Kellner und Hans-Ulrich Möhring. Kiepenheuer & Witsch, Köln 2012, ISBN 978-3-462-04477-5. (Originaltitel: Waging heavy peace).
- Nell Zink: Nikotin. Rowohlt, Reinbek 2018, ISBN 978-3-498-07670-2.
- Nell Zink: Virginia. Rowohlt, Hamburg 2019, ISBN 978-3-498-07672-6.

## Werke (Auswahl)
- Herzblut. Gedichte. Zusammengebunden mit Das berühmte entlaufene Nilpferd von Peer Schröder. Verlag Peter Engstler, Ostheim/Rhön 1993, ISBN 3-929375-04-0.

## Preise und Auszeichnungen
- 2012 Hamburger Förderpreis für Literatur und literarische Übersetzungen für Ruhm tötet alles.